# Tehachapi (Californië)
Tehachapi is een plaats (city) in de Amerikaanse staat Californië, en valt bestuurlijk gezien onder Kern County.

## Demografie
Bij de volkstelling in 2000 werd het aantal inwoners vastgesteld op 10.957.
In 2006 is het aantal inwoners door het United States Census Bureau geschat op 11.979, een stijging van 1022 (9,3%).

## Geografie
Volgens het United States Census Bureau beslaat de plaats een oppervlakte van
24,8 km², geheel bestaande uit land.
Ten zuiden van de plaats ligt de berg Double Mountain, onderdeel van de Tehachapi Mountains.

## Plaatsen in de nabije omgeving
De onderstaande figuur toont nabijgelegen plaatsen in een straal van 40 km rond Tehachapi.